# Tenerella tenerrima
Tenerella tenerrima är en insektsart som beskrevs av Ludwig Redtenbacher 1906. Tenerella tenerrima ingår i släktet Tenerella och familjen Pseudophasmatidae. Inga underarter finns listade i Catalogue of Life.